# بوق‌کوی
بوق‌کوی (به ترکی استانبولی: Bükköy) یک منطقهٔ مسکونی در ترکیه است که در قسطمونی واقع شده‌است.